# Eliezer Kamenesky
Eliezer Kamenezky ou Kaminetzky (Bakhmut, 1888 – Redondo, 1957), foi um judeu russo, poeta, ator, músico e divulgador do Vegetarianismo e do Naturismo, que se radicou em Lisboa na década de vinte do século XX.

## Biografia
Filho de Izak e Sofia, Eliezer Kamenezky, judeus russos, nasceu em 7 de abril de 1888, em Bakhmut, no antigo Império Russo, atualmente uma cidade da província de Donetsk na Ucrânia. Apenas com 15 anos de idade, Eliezer trocou a casa dos pais por uma companhia de ópera ambulante. 
Três anos depois regressou à Rússia, estudando música e canto em Odessa. Com 19 anos de idade teria lido um livro do médico polaco Moes Oskar Giella sobre “Alimentação Paradisíaca”, convertendo-se então ao Vegetarianismo e ao Naturismo. Fez-se depois "apóstolo" do Vegetarianismo e do Naturismo, percorrendo o mundo para divulgar a sua mensagem. Viajou assim pela Itália, Suíça, Grécia, Terra Santa, Egito, Arábia, Índia, Estados Unidos da América, Argentina e Brasil.
No Brasil fez numerosas conferências sobre Naturismo e Vegetarianismo, com as quais enchia salas, tendo impulsionado a fundação de várias sociedades vegetarianas, como a Sociedade Vegetariana Eliezer Kaminetzky, a Sociedade Vegetariana da Baía e o Núcleo Naturista de Pernambuco. O poeta brasileiro Carlos Dias Fernandes, apresentou-o numa conferência realizada no Instituto Histórico de Paraíba, após a qual se deu a fundação da Sociedade Vegetariana da Paraíba.
A imprensa da época acompanhava a sua actividade e por vezes entrevistava-o. Pela sua propagação do Vegetarianismo, foi muitas vezes tema de artigos do mensário O Vegetariano, do Porto, que era dirigido pelo Dr. Amílcar de Sousa. Nessas publicações encontram-se alguns dos seus escritos, assim como relatos das suas conferências, e cartas.
Em 1917, Eliezer Kamenezky viajou para Portugal, continuando as suas conferências sobre Naturismo e Vegetarianismo. Na década de 1920 estabeleceu-se como alfarrabista na Rua do Alecrim, em Lisboa, onde abriu a Livraria Biblarte. Segundo consta, Fernando Pessoa, que por vezes vendia ou trocava por outros os livros que já não lhe interessavam, seria um dos seus clientes. Eliezer tinha a mesma idade de Fernando Pessoa e foi um grande apreciador da literatura portuguesa, chegando a afirmar que Os Simples, de Guerra Junqueiro, --- é dos livros que mais admiro entre todas as obras da literatura mundial.
Fernando Pessoa prefaciou e traduziu para Inglês o livro de poesia Alma Errante (1932) de Eliezer Kamenesky, que inclui um retrato do autor pintado por José Malhoa. Eliezer escreveu também a sua autobiografia romanceada Peregrinando, em parceria com Maria O'Neill, parcialmente traduzida por Fernando Pessoa com o título Eliezer: autobiography, embora este livro tenha permanecido inédito até à data, tanto o original como a tradução inglesa.
Em 1933, na casa de Maria O'Neill, conheceu a professora alentejana Arnilde Roque Penim com quem veio a casar. Nessa época tornou-se antiquário, com estabelecimento na Rua de São Pedro de Alcântara em Lisboa. Eliezer foi também actor, tendo participado, na década de 1940, em alguns filmes clássicos do cinema português: A Revolução de Maio, O Pai Tirano e O Pátio das Cantigas. Escreveu e interpretou uma das canções de O Pátio das Cantigas. Faleceu em 1957, com 69 anos de idade. Na vila alentejana de Redondo foi dado o nome a uma Rua Arnilde e Eliezer Kamenesky por via das benfeitorias do casal nessa terra.

## Obras
- Alma Errante: poemas, prefácio de Fernado Pessoa, Lisboa: Of. Graf. da Emprêsa do Anuário Comercial, 1932, 112 p.
- Com Maria O'Neill, Peregrinando (autobiografia inédita).

## Filmografia
- A Revolução de Maio (1937), realizado por António Lopes Ribeiro
- O Pai Tirano (1941), realizado por António Lopes Ribeiro
- O Pátio das Cantigas (1942), realizado por Ribeirinho